# Manal Issa
Manal Issa es una actriz e ingeniera franco-libanesa. Fue nominada en los Premios César y en los Premios Lumieré por interpretar al personaje de Lina en Peur de rien.[cita requerida]

## Biografía
Manal Issa nació en Francia. Durante sus primeros años, se fue a vivir a Líbano, pero tres años después, volvió a estudiar en Francia a causa de la guerra del Líbano de 2006. Allí, se graduó como estudiante de ingeniería en el Instituto de Ciencia y Tecnología de Angers (ISTIA). Fue hallada en las redes sociales por la directora libanesa Danielle Arbid, que buscaba a alguien que pudiese encarnar a una joven libanesa recién llegada a Francia para la película Peur de rien.
Issa siente una verdadera pasión por los videojuegos y la robótica. Además, es ingeniera en la industria en Beirut y continuó sus estudios en París con una maestría en línea. Está casada y tiene un niño.[cita requerida]

## Filmografía
- 2015 : Peur de rien (Parisienne) de Danielle Arbid : Lina
- 2016 : Nocturama de Bertrand Bonello : Sabrina
- 2017 : One of These Days[2] de Nadim Tabet : Maya
- 2018 : Mr. Roach[3] de Guy Édoin : Souad
- 2018 : Mon tissu préféré[4] (My Favourite Fabric) de Gaya Jiji : Nahla
- 2018 : The Bra[5] de Veit Helmer : Leyli
- 2018 : Deux fils[6] de Félix Moati
- 2018 : Une jeunesse dorée[7] de Eva Ionesco[6]
- 2018 : Ulysse et Mona[7] de Sébastien Betbeder:[8] Mona

## Libros
- Chauvin, Jean-Sébastien (abril de 2017). «Manal Issa « Comme une perle dans ma vie »» [Como una perla en mi vida]. Cahiers du cinéma. 732 (en francés). París: Editions de l'Etoile. pp. 22-23. ISSN 0008-011X. «El cine es como una perla en mi vida.»